# Thomas Palaiologos

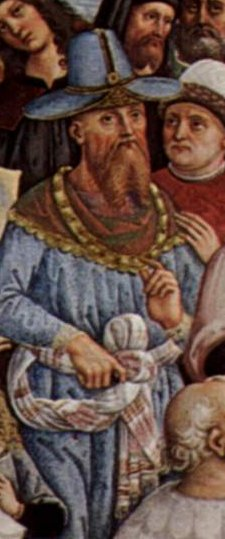
Thomas Palaiologos ca. 1471.

Thomas Palaiologos (lateinisch Thomas Paleologus deutsch Thomas Paläologos; * 1409/10 in Konstantinopel; † 12. Mai 1465 in Rom) war von 1428 bis 1460 Despot von Morea bzw. ab 1432 Fürst von Achaia, nach 1453 im Westen als Kaiser von Konstantinopel anerkannt.

## Leben
Thomas war der jüngste Sohn des Kaisers Manuel II. von Byzanz aus der Familie der Palaiologen und Helena Dragaš, der Tochter des serbischen Fürsten Konstantin Dragaš.
1417/1418 ging er nach Mystras und regierte ab 1428 dort als Despot gemeinsam mit seinen Brüdern Theodor II., Konstantin XI. (1449–1453 letzter byzantinischer Kaiser) und Demetrios (ab 1449).
1430 wurde er nach Morea geschickt, um seinen Brüdern zu helfen. Dort heiratete er Katharina Zaccaria (* 1411, † 1462 auf Korfu), die Tochter und Erbin von Centurione Zaccharia, des letzten fränkischen Fürsten von Achaia und Creusa Tocco und erhielt aus den vormaligen Ländereien ihrer Familie ein Leibgedinge.
Seit der bemüht glanzvollen Feier der ost-westlichen Kircheneinheit in der Hagia Sophia am 12. Dezember 1452 herrschte volle Kommuniongemeinschaft zwischen den Kirchen und Konstantinopel und Rom. Nach der Eroberung Konstantinopels im Jahre 1453 setzte er im Gegensatz zu seinem osmanenfreundlichen Bruder und Mitherrscher Demetrios auf westliche Unterstützung und floh daher nach der osmanischen Eroberung von Morea mit Familie und Hofstaat 1460 nach Italien und über Ancona 1462 nach Rom. Mit sich führte er das Kopf-Reliquiar des Apostels Andreas aus Patras. Die Ankunft der Reliquien, gedeutet als Empfang des Flüchtlings Andreas durch seinen Bruder Petrus, wurde in Rom durch Papst Pius II. mit einer der aufwendigsten Inszenierungen der Liturgiegeschichte gefeiert. Die Erziehung der Kinder des im Westen als „Imperator Constantinopolitanus“ anerkannten byzantinischen Thronprätendenten Thomas Palaiologos wurde Bessarion anvertraut. Der Kardinal ließ sie Griechisch lernen, aber hinsichtlich des Gottesdienstes lateinisch sozialisieren.

## Nachkommen
Aus der Vereinigung mit Caterina Zaccaria († 1462), Tochter des Fürsten von Acaia, Centurione II. Zaccaria aus der genuesischen Patrizier-Dynastie der Zaccaria, gingen folgende Kinder hervor:
- Helena Palaiologina (ca. 1430–1474), heiratete 1446 in Smederevo Lazar Branković, serbischer Despot; die Tochter Jerina Branković heiratete Gjon Kastrioti II., Sohn des Georg Kastriota, genannt Skanderbeg, und Donika Kastrioti.[5]
- Zoë Sophia Palaiologina († 1503), heiratete 1472 Iwan III., den Großfürsten von Moskau
- Andreas Palaiologos (* 1453 auf der Morea; † 1502), war von 1465 bis zu seinem Tod Titular-Kaiser von Byzanz und Titular-Despot von Morea;[6]
- Manuel Palaiologos (1455–1516), ab 1476 in osman. Diensten, heiratete Malkhatoun Zulkadr von Kappadokien